# دوغ بيلي
دوغ بيلي (بالإنجليزية: Doug Baillie)‏ (27 يناير 1937 في المملكة المتحدة - فبراير 2022) هو لاعب كرة قدم بريطاني في مركز الدفاع. شارك مع منتخب اسكتلندا تحت 21 سنة لكرة القدم. أما مع النوادي، فقد لعب مع دونفرملين أثلتيك وسويندون تاون ونادي رينجرز ونادي فالكيرك ونادي أردريونيانز ونادي لانارك الثالث.

## وصلات خارجية
- دوغ بيلي على موقع قاعدة بيانات كرة القدم.إي يو (الإنجليزية)